# Noctua zambelii
Noctua zambelii är en fjärilsart som beskrevs av Koutsaftikis 1973. Noctua zambelii ingår i släktet Noctua och familjen nattflyn. Inga underarter finns listade i Catalogue of Life.